# Пинеда Барнет, Энрике
Энри́ке Пине́да Ба́рнет (исп. Enrique Pineda Barnet; 28 октября 1933, Гавана, Куба — 12 января 2021) — кубинский режиссёр, сценарист и критик.

## Биография
Первоначально изучал актёрское мастерство, режиссуру и драматургию в театре «Эстудиос». Писал также романы, стихи, выступал как литературный и кинокритик. С 1962 года работает в ИКАИКе. Сотрудничал с «Народной энциклопедией». Карьеру в кино начинал как сценарист (например, в фильме Михаила Калатозова «Я — Куба», но уже в 1965 году дебютировал как кинорежиссёр (фильм-балет «Жизель» по Адольфу Адану).

## Избранная фильмография

### Режиссёр
- 1965 — Жизель / Giselle (фильм-балет с Алисией Алонсо в заглавной партии)
- 1966 — Холодный воздух / Aire Frío
- 1967 — Давид / David
- 1972 — Простые стихи / Versos sencillos (д/ф)
- 1972 — Николас Гильен[2] / Guillén (д/ф)
- 1976 — Мелья: Хроника борьбы / Mella (д/ф)
- 1977 — Лица Балтики / Rostros del Báltico (д/ф)
- 1979 — Эта долгая ночь / Aquella larga noche
- 1983 — Время любви / Tiempo de amar
- 1989 — Красотка из «Альгамбры» / La bella del Alhambra (по опере Гонсало Ромеу)
- 1998 — Мой маленький ангел / Angelito mío
- 2012 — Жена Иуды / La mujer de Judas (сериал, Мексика)
- 2012 — Зелёный-зелёный / Verde verde
- 2014 —  / Upstairs: Escaleras arriba (к/м)

### Сценарист
- 1963 — Кубинские хроники / Crónica Cubana (д/ф)
- 1964 — Я — Куба / Soy Cuba (с Евгением Евтушенко, СССР—Куба)
- 1989 — Красотка из «Альгамбры» / La bella del Alhambra
- 1998 — Мой маленький ангел / Angelito mío
- 2012 — Зелёный-зелёный / Verde verde
- 2014 —  / Upstairs: Escaleras arriba (к/м)

## Награды
- 1990 — премия «Гойя» за лучший иностранный фильм на испанском языке («Красотка из „Альгамбры“»)